# Adnet-Formation

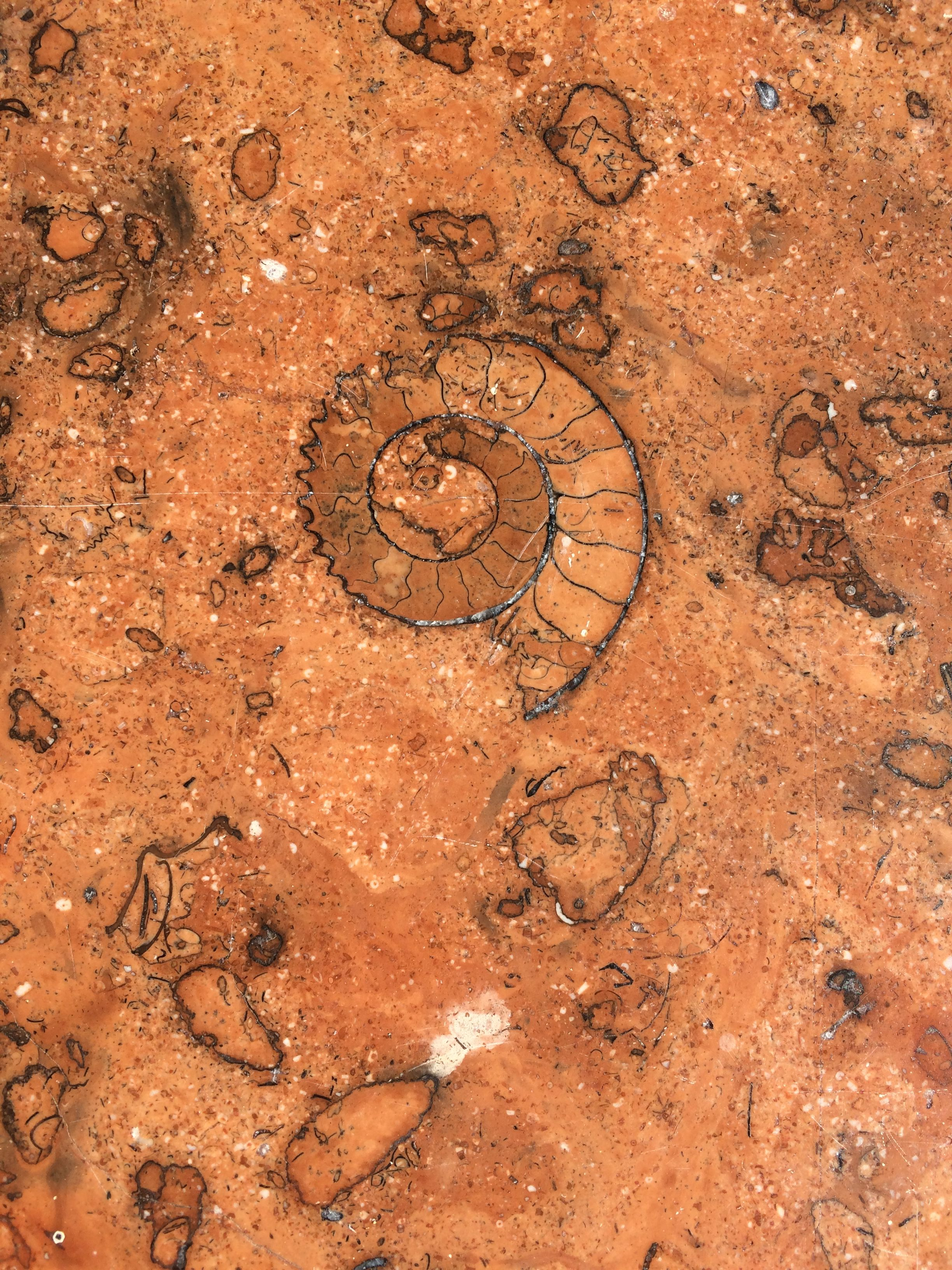
Lienbach-Member mit angeschliffenem Ammonit

Die Adnet-Formation ist die Hangend-Formation der Adnet-Gruppe, die im Unterjura in den Nördlichen Kalkalpen abgelagert worden war.

## Erstbeschreibung
Die Adnet-Formation wurde erstmals im Jahr 1853 von Franz von Hauer als Adnethen-Schichten wissenschaftlich beschrieben. Sie wurde im Jahr 1971 von Jobst Wendt als Adneter Schichten einer vollständigen Revision unterzogen. Ihre Formalisierung erfolgte im Jahr 1995 durch Florian Böhm und Kollegen. Florian Böhm definierte 2003 die Formation im Detail neu.

## Bezeichnung
Die Adnet-Formation, Englisch Adnet Beds, ist nach ihrer Typlokalität, der österreichischen Gemeinde Adnet im Land Salzburg benannt. Weitere synonyme Bezeichnungen sind Adnether Schichten, Adneter Kalke und Adnet Formation.

## Vorkommen
Das Typusgebiet der Adnet-Formation sind die Adneter Steinbrüche, der Schmiedwirt-Steinbruch von Wiestal bei Saubach nordöstlich des Hintersees, Gaißau, der Glasenbach, die Schlucht des Kehlbachs sowie der Tauglbach. Die Formation erscheint weiter im Tirolikum der Berchtesgadener Alpen (Wimbachklamm), der Osterhorngruppe südöstlich von Salzburg (am Zwölferhorn), im Toten Gebirge (am Rotkogel), im Hagengebirge, im Tennengebirge (Duschenbrücke) und ist auch in der Unken-Synklinale bekannt. Neben der Typusregion tritt die Adnet-Formation im gesamten Ostalpin der Nördlichen Kalkalpen auf, insbesondere an dessen West- und Ostrand. Sie ist eng mit der obertriassischen Kössen-Formation und den oberrhätischen Riffkörpern (Oberrhätkalk) assoziiert.
Die Adnet-Formation tritt auch im Drauzug und in den Nordkarawanken (am Wildensteiner Wasserfall) auf.
Durchaus vergleichbare Formationen finden sich im gesamten Verbreitungsgebiet der westlichen Neotethys.

## Stratigraphie
Die Adnet-Formation bildet zusammen mit der Schnöll-Formation des Liegenden die Adnet-Gruppe. Intern gliedert sich die Formation in sechs Member (vom Hangenden zum Liegenden):
- Hangendes
  - Saubach-Member
  - Scheck-Member
  - Kehlbach-Member
- Liegendes
  - Lienbach-Member – Motzen-Member – Schmiedwirt-Member

Die drei Member des Liegenden sind miteinander äquivalent.
Die Adnet-Formation überlagert die Schnöll-Formation, die Kendlbach-Formation und gelegentlich auch die Scheibelberg-Formation. In der Nachbarschaft rhätischer Riffe kann sie auch der Kössen-Formation aufliegen. Sie wird ihrerseits von Radiolariten der Ruhpolding-Formation oder seltener von der Klaus-Formation überdeckt. Seitliche Übergänge sind die Scheibelberg- und die Allgäu-Formation (im Nordwesten und wahrscheinlich auch im Südosten der Osterhorngruppe) – beide beckenfaziell. In Bereichen, in denen die Obertrias vom Dachsteinkalk vertreten wird (beispielsweise Dachstein, Tennengebirge oder Totes Gebirge), tritt an die Stelle der Adnet-Formation der Hierlatzkalk, der ebenfalls zur Adnet-Gruppe gerechnet wird.
Die Untergrenze der Formation wird generell durch den Beginn roter, gebankter Wackestones und Mudstones festgelegt. Um Adnet wird sie durch die Marmorea-Kruste definiert – ein Eisen/Mangan- und ammonitenreicher Horizont, der die Schnöll- oder die Kendlbach-Formation abschließt. Wo die Adnet'Formation aus der Scheibelberg-Formation hervorgeht, wird die Untergrenze anhand der beginnenden Rotfärbung des Sediments festgemacht. Dieser Übergang ist oft jedoch graduell, wobei Hornsteinknollen in Rotkalken und abwechselnd roten, violetten und grauen Lagen auftreten können.
An der Obergrenze erfolgt ein Fazieswechsel in Richtung globigerinenführende Filamentkalke, Radiolarienkalke oder Radiolarite. Oft wird die Obergrenze durch einen Hiatus, eine Erosionsfläche oder eine Eisen/Mangan-Kruste markiert. In diesen Fällen wird die Formation sodann von der Ruhpoldinger Radiolarit-Gruppe überdeckt.

## Lithologie

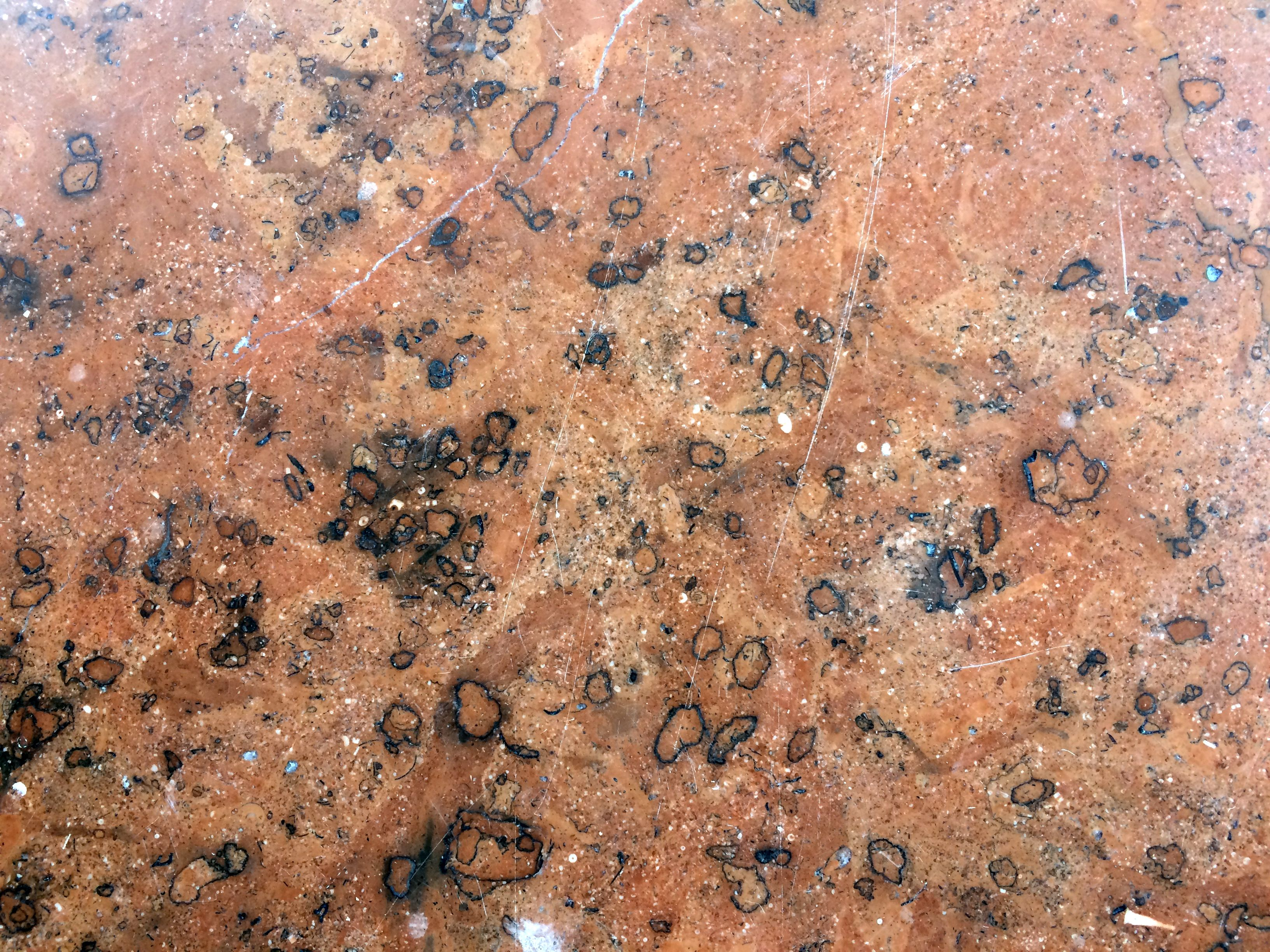
Geschliffene Platte des Lienbach-Members der Adnet-Formation

Lithologisch handelt es sich bei der Adnet-Formation um dünn- bis mittelstark gebankte, rote, mikritische Kalke und Mergel. Mikrofaziell ist die Formation vorwiegend aus Mudstones und Wackestones aufgebaut, selten auch aus Packstones. Ihre Rotfärbung beruht auf starker Oxidation (Anreicherung von Eisenoxid bei gleichzeitiger Kalkmangelsedimentation). Die Kondensierung der Adnet-Formation beruht auf stagnierender Sedimentation und Wiederaufarbeitungsprozessen, so dass Faunenelemente unterschiedlichen Alters zusammen auftreten können. Die Formation enthält zentimeter- bis meterdicke Brekzienlagen, die meist aus intraformationellen Klasten in mergeliger, mikritischer oder sparitischer Matrix zusammengesetzt sind. Die Sparitvarietät dieser Brekzien ist als Scheckbrekzie bekannt. Ein knolliges Erscheinungsbild der Formation ist sehr gängig und kann daher auch als Knollenkalk angesprochen werden. Die Knollenbildung wird diagenetisch, sedimentär und auch tektonisch erklärt.

### Lienbach-Member

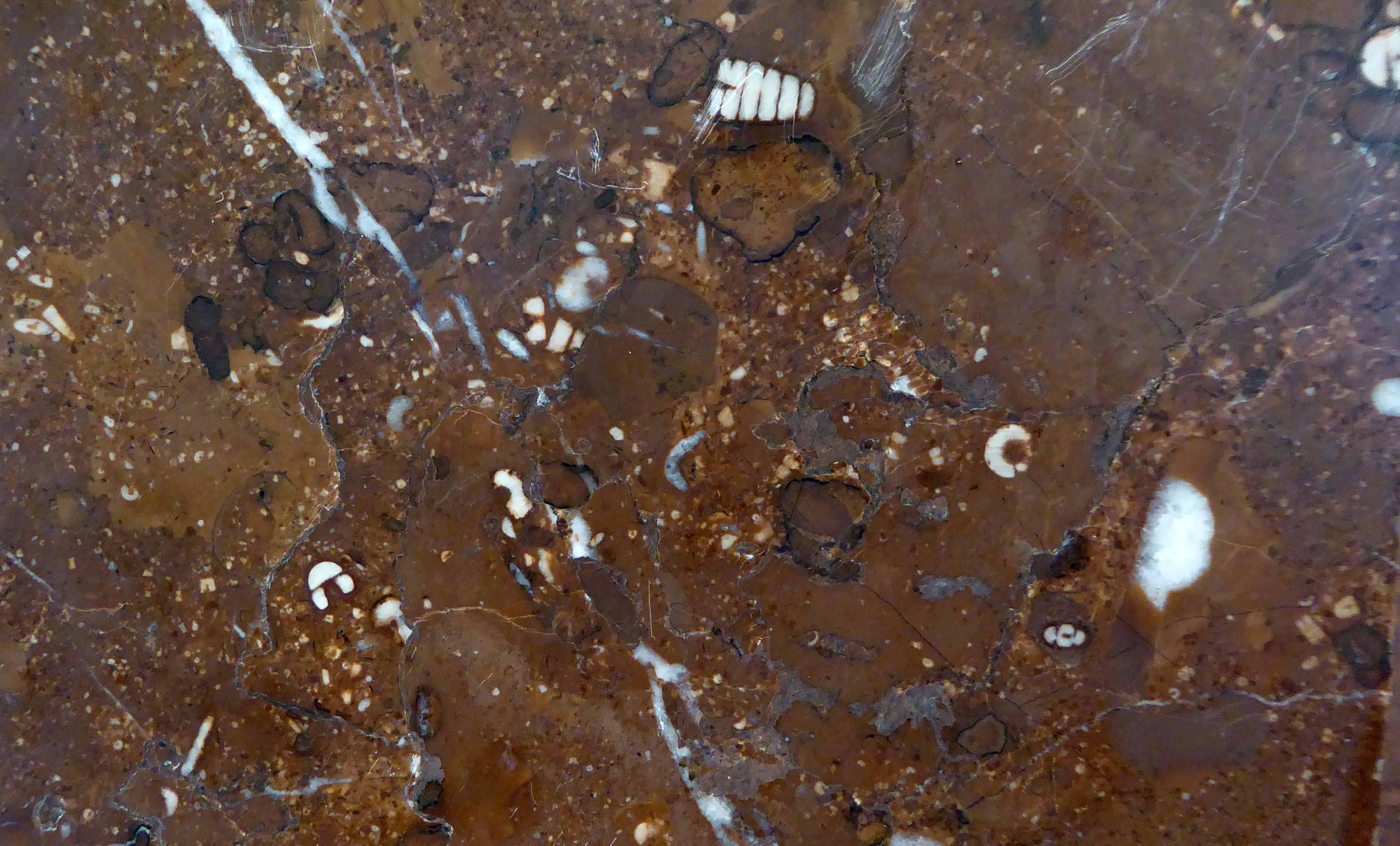
Motzen-Member mit Seeliliengliedern

Das etwas über 5 Meter mächtig werdende Lienbach-Member baut sich aus mikritischen Kalken mit Wackestone- und auch Packstone-Matrix auf. Diese rot-gesprenkelten Gesteine zeigen Bankung im Dezimeter-Bereich und sind arm an Mergeln. Reichlich vorhanden sind millimeter- bis zentimetergroße Intraklasten mit Eisen-Mangan-Krusten. Eine durch Drucklösung hervorgerufene Knollenkalkfazies tritt nur selten auf, sie besteht aus umgelagerten Hartgrund-Intraklasten. Das kondensierte, auch als Stylobrekzie anzusprechende Member, ist reich an Resten von Echinodermen, Foraminiferen, Gastropoden, kleinen Muscheln und Ostrakoden.

### Motzen-Member
Das maximal 4 Meter mächtig werdende Motzen-Member ähnelt dem Lienbach-Member, enthält aber wesentlich mehr Crinoidenzerreibsel. Es handelt sich somit um einen Crinoidenkalk, der als Wackestone oder Packstone ausgebildet ist. Auch hier liegt die Bankung im Dezimeter-Bereich und die Farbgebung ist Rosarot bis Rot. Bezeichnend sind weiße Crinoidenstengel und ebenfalls millimeter- bis zentimetergroße Intraklasten mit Eisen-Mangan-Krusten.

### Schmiedwirt-Member
Das Schiedwirt-Member erreicht eine geschätzte maximale Mächtigkeit von 16 Meter. Es baut sich vorwiegend aus mittel- bis dünnbankigen, roten Knollenkalken auf, welche als intraklastische Wackestones in Erscheinung treten. Die Wackestones führen Fragmente von Echinodermen (Crinoiden), Foraminiferen, Gastropoden, Ostrakoden, Radiolarien und Schwammnadeln (Spicula). In den Adneter Steinbrüchen verzahnt sich das Schmiedwirt-Member im Süden mit dem Lienbach- und Motzen-Member, im Norden (nördliche Osterhorngruppe) bestehen jedoch Übergänge zur Scheibelberg-Formation.

### Kehlbach-Member
Das großen Mächtigkeitsschwankungen (2,5 bis 15 Meter) ausgesetzte Kehlbach-Member setzt sich aus dünngebankten, knolligen, rotgefärbten, mergeligen Kalken und Mergeln zusammen. Es ähnelt dem Schmiedwirt-Member, ist aber deutlich mergeliger und reicher an Echinodermen und Belemniten. Örtlich treten auch  zwischengeschaltete dünne, linsenartige Brekzienlagen auf.

### Scheck-Member

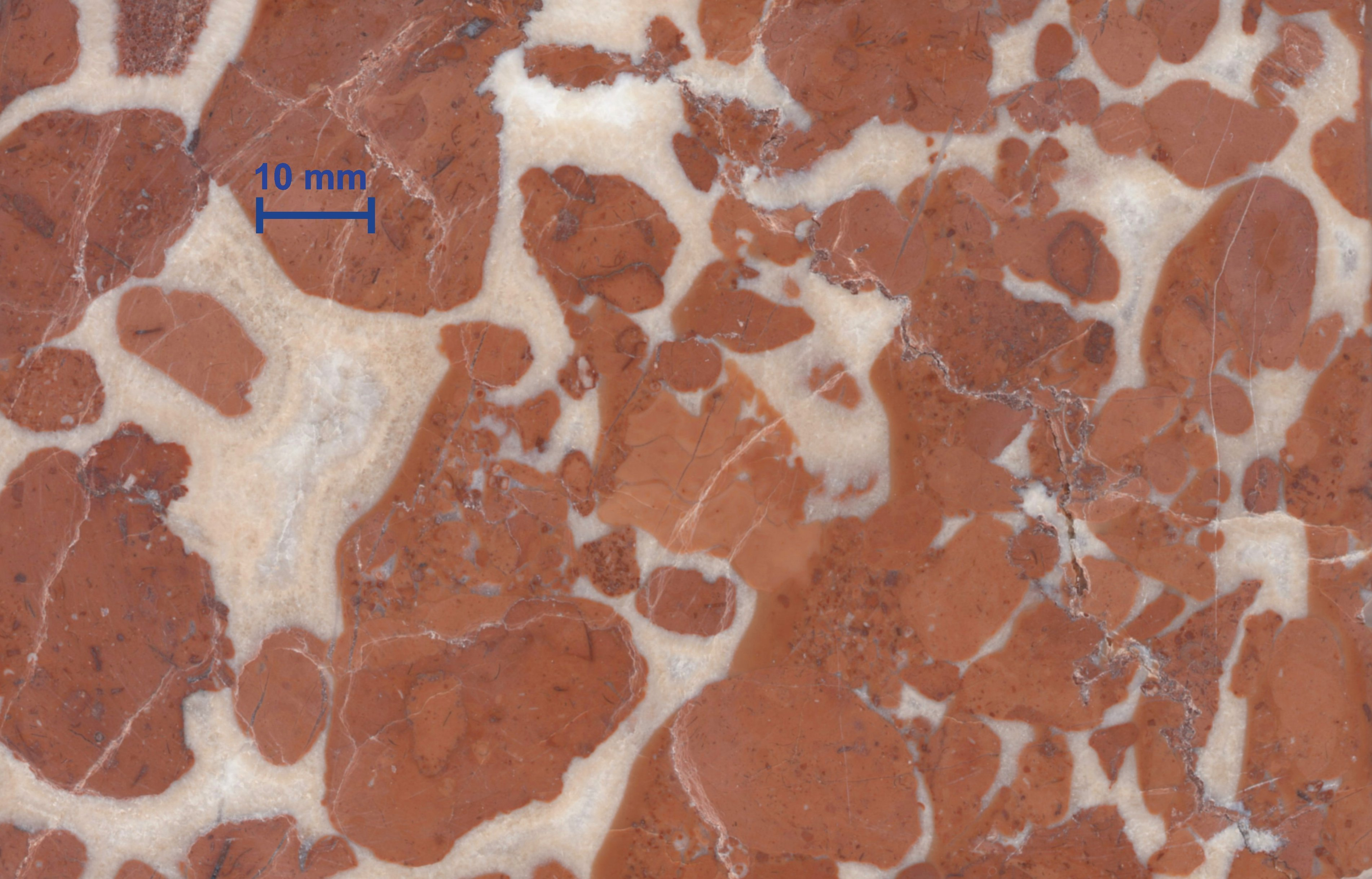
Knollenbrekzie des Adneter Rotschecks

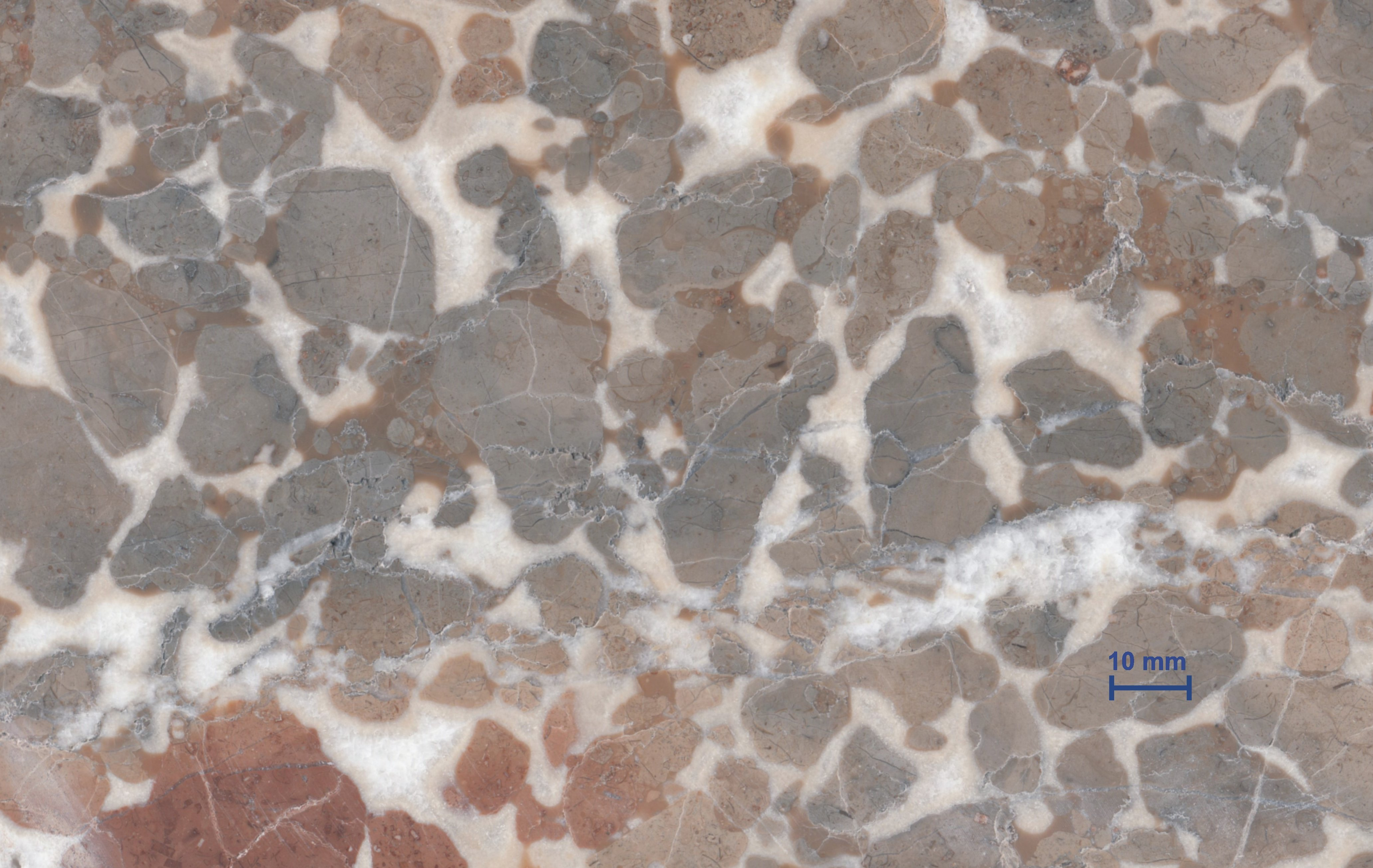
Scheck-Member (Grauscheck)

Auch das distal abgelagerte Scheck-Member weist sehr variable Mächtigkeiten auf, es kann beispielsweise am Kehlbach bis zu 40 Meter erreichen. Es geht seitwärts (in Richtung Becken) in das Sachrang-Member der Allgäu-Formation über. Lithologisch ist es als rote bis graue, polymikte, klastengestützte  Brekzie ausgebildet (Scheck-Brekzie) mit sehr variabler Klastengröße vom Millimeter- bis zum Meterbereich in roter, mergeliger Matrix. Es treten zwei unterschiedliche Typen auf: einmal die Matrix-arme, mikritische, mergelige Knollenbrekzie und der Matrix-reiche, sparitische Scheck, dessen Porenzwischenraum teils zementiert ist. Die meist eckigen, teils auch leicht gerundeten Klasten stammen vorwiegend aus den Adneter Kalken. Am Typusprofil bildet die Matrix-arme Fazies das Liegende und die Matrix-reiche sparitische Fazies das Hangende, wobei eine Zunahme der Klastengröße in Richtung Hangendes zu beobachten ist. Innerhalb des Members erscheint außerdem eine massive Lage aus miteinander verschweißten Brekzienhorizonten. Die Scheck-Brekzie hat Teile der unterlagernden Schnöll-Formation als auch mehrere Member der Adnet-Formation inkorporiert und ist als Massenstromablagerung zu interpretieren, welche aus durch tektonische Aktivitäten ausgelösten submarinen Rutschungen teilweise halbkonsolidierter, hemipelagischer Sedimente hervorgegangen war. Slump-Strukturen des distalen Bereichs erscheinen oft als so genannte Stylobrekzien.

### Saubach-Member
Das bereits pelagische Saubach-Member zeigt Mächtigkeitsschwankungen von weniger als einen Meter bis 15 Meter. Es handelt sich um ziegelrote Mergel mit zwischengeschalteten Kalklagen, die als bioklastische Wackestones und Packstones ausgebildet sind und oft auch Filamente und Crinoidenschutt führen. Als Bioklasten fungieren ferner juvenile Ammoniten, filamentöse, juvenile Bivalven (mit juveniler Bositra), kleine planktonische Gastropoden und Schalenreste adulter Ammoniten. Knollenfazies tritt nicht auf, dafür erscheinen neben einer Kalkturbiditschicht gelegentliche Brekzienlagen mit reichen, intraformationellen Lithoklasten.

## Mächtigkeiten
In der Typusregion werden Mächtigkeiten von weniger als 1 bis 20 Meter für den unteren Abschnitt der Formation (Sinemurium bis Unteres Pliensbachium bzw. Carixium) und weniger als 1 bis 30 Meter für den oberen Abschnitt (Oberes Pliensbachium bzw. Domerium bis Toarcium) erzielt. Es liegt jedoch kein Profil vor, in dem beide Abschnitte in voller Mächtigkeit ausgebildet sind. Es wird angenommen, dass sich die maximale Mächtigkeit um 30 Meter bewegt. Generell zeigen die Mächtigkeiten der Adnet-Formation große Unterschiede – insbesondere dort, wo Brekzienlagen eingeschaltet sind. Diese können unterlagernde Schichtpakete wegerodieren und auch seitlich über nur kurze Distanzen auskeilen.

## Fazies-Interpretation
Lithofaziell baut sich die Adnet-Formation aus hemipelagischen bis pelagischen, kondensierten Kalken des oberen Bathyals auf. Die Ablagerungsfläche war leicht geneigt und unterschiedlich starken Bodenströmungen ausgesetzt. Die Sedimentation erfolgte wie in diesem Faziesraum üblich sehr langsam, sie war aber nicht immer durchhaltend, sondern wurde oft durch erosive Ereignisse unterbrochen. Gekoppelt mit Subsolution und ausbleibender Sedimentation bewirkte dies eine kondensierte Schichtenfolge, untermeerische Erosionsflächen und letztlich auch Hartgründe (Englisch hardgrounds).
Die Absetzung der Unteren Adnet-Formation war in dem Moment erfolgt, als sich nach Bildung der Marmorea-Kruste im Hangenden der Schnöll-Formation erneut normale Bedingungen eingestellt hatten – entweder hatte der Meeresboden wieder eine ausreichende Tiefe unterhalb der Wellenbasis erreicht oder das Strömungsregime hatte sich durch andere externe Einflüsse verringert. Auf dem ertrunkenen rhätischen Relief bildeten sich in etwa zeitgleich drei unterschiedliche Fazies heraus: das Lienbach-Member am oberen Hang, sodann darunter das Motzen-Member und am Hangfuß das Schmiedwirt-Member.
Die Knollenkalkfazies findet eine Erklärung in frühdiagenetischer Karbonatumlagerung. Die Kalk-Mergel-Abfolgen wurden hingegen von äußeren Faktoren gesteuert, wie beispielsweise klimatische Änderungen oder Meeresspiegelfluktuationen. Dies geht aus der Korrelierbarkeit einzelner Schichtglieder hervor, welche sich über hunderte von Metern und oft über mehrere Steinbrüche hinweg verfolgen lassen. Dass Wiederaufarbeitung und Erosion erfolgt waren, geht eindeutig aus verkrusteten und angebohrten Intraklasten hervor, insbesondere in den beiden Membern des Abhangs (Lienbach-Member und Motzen-Member). Korrelierbare Schichten des Schmiedwirt-Members hingegen zeigen, dass die Wiederaufarbeitung sich nur auf die obersten Zentimeter des Sediments beschränkte und die Kalk-Mergel-Abfolgen im Wesentlichen ungestört blieben.
Mit Beginn des Kehlbach-Members änderten sich die faziellen Begebenheiten. Das Auftreten von Brekzienlagen bekundet jetzt synsedimentäre Tektonik. Seismische Aktivitäten führten schließlich zu den Brekzien des Scheck-Members, die aus Massenbewegungen hervorgegangen waren. Diese meterdicken Debris Flows hatten hierbei unterlagerndes Sediment im verfestigten wie unverfestigten Zustand erodiert. Das ehemalige Ablagerungsgebiet des Lienbach-Members unterlag wahrscheinlich der Erosion, wie auch aus recht häufig vorkommenden, großen Stromatolithenfragmenten innerhalb der das Schmiedwirt-Member überlagernden Scheck-Brekzien zu schließen ist.
Im Steinbruch XII ist schön zu sehen, wie gebanktes Lienbach-Member seitwärts in eine recht zerrüttete Zone und schließlich in die Scheck-Brekzienlage übergeht. Hier ist auch die Ursache der Debris Flows gut zu erkennen – Störung und Zerbrechen der (halb)verfestigten Hangsedimente sehr wahrscheinlich aufgrund seismischer Aktivitäten.
Das Schmiedwirt- und das Kehlbach-Member wurden ebenfalls von Massenströmen erodiert, wie viele mit Scheckbrekzie verfüllte Erosionskanäle veranschaulichen. Nach Beendigung des Scheck-Members blieben jedoch die grobkörnigen, erosiven Massenströme aus. Im Saubach-Member kommen nur noch feinkörnige Turbidite und ganz selten auch noch Debris Flows vor. Das Ablagerungsmilieu hatte somit eine Änderung erfahren – zu erkennen an seltener werdenden Bioklasten, jedoch zunehmenden pelagischen Komponenten.
Dieser Trend zu vermehrt pelagischen Ablagerungsbedingungen sollte sich dann im Mitteljura mit der Ablagerung der plankton-dominierten Klaus-Formation und der Ruhpolding-Radiolatit-Gruppe weiter fortsetzen.

## Tektonik
Die Adnet-Formation stand zweifellos unter tektonischem Einfluss, wie die zahlreichen intraformationellen Brekzienlagen eindeutig belegen. Auslöser der vom oberen Hang ausgehenden Massenströme dürfte an Verwerfungszonen gebundene Erdbebentätigkeit gewesen sein. Die Aktivitäten setzten mit dem Kehlbach-Member an der Wende Sinemurium/Pliensbachium ein und erreichten ihren Höhepunkt während des Scheck-Members im ausgehenden Pliensbachium und frühen Toarcium. Mit dem Saubach-Member etablierten sich dann wieder relativ ungestörte pelagische  Sedimentationsbedingungen gegen Ende des Untertoarciums. Aufgrund der erosiven Auswirkungen der Massenströme wurden im Zeitabschnitt Pliensbachium bis Ende Untertoarcium 10 bis 15 Meter teilweise verfestigter Sedimente des Sinemuriums bis Unteren Pliensbachiums stellenweise wieder entfernt.
Der unterjurassische tektonische Puls betraf nicht nur die Adnet-Formation, sondern war auch in anderen Teilen der Nördlichen Kalkalpen spürbar. Er fällt außerdem mit einer Phase verstärkten Riftings in den Westalpen zusammen. Auch verlagerten sich Dehnungszonen im Südalpin und im westlichsten Ostalpin weiter nach Westen. Diese Neuorganisation im Spannungsfeld des künftigen Penninikums (Piemont-Ligurischer Ozean) war transtensiver Natur und zog zweifellos das Kalkalpin in Mitleidenschaft.

## Fossilien

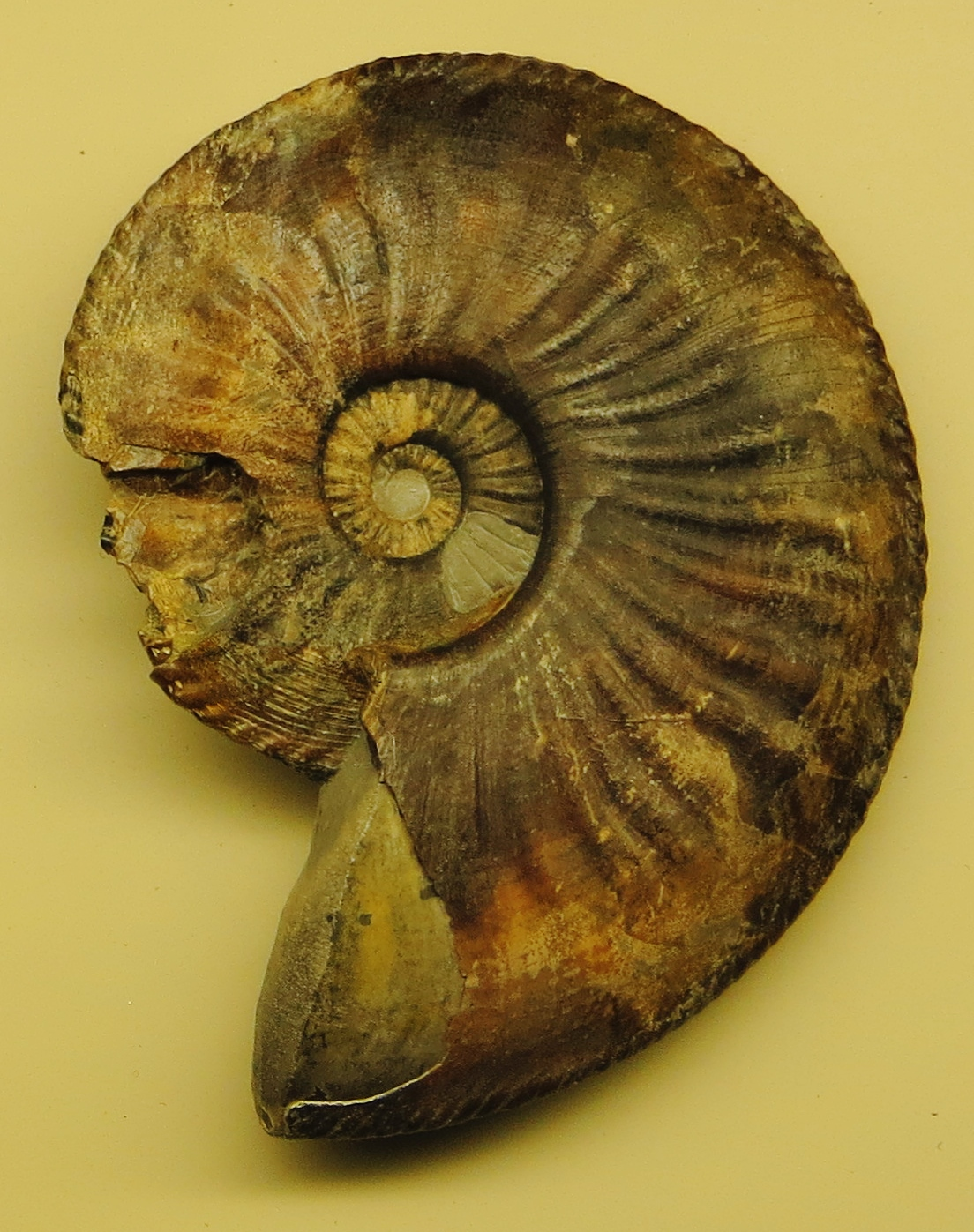
Amaltheus margaritatus

Die Adnet-Formation ist insgesamt recht reich an Fossilien bzw. deren Resten oder Zerreibsel – bekannt sind Ammoniten, Bivalven, Brachiopoden, Bryozoen, Crinoiden, Echinodermen, Foraminiferen, Gastropoden, Ostrakoden, Radiolarien und Schwämme.
In den höheren Partien der Adnet-Formation ist erstmals im alpinen Mesozoikum im Nannoplankton ein Reichtum an Coccolithen zu beobachten, die ja weltweit erst mit dem frühen Jura einsetzen und später zeitweise zum Hauptbildner pelagischer Kalke werden. Die Mikrofauna in den Mergelzwischenlagen der Adneter Knollenkalke ist zufolge ihrer Eigenart als Residualsediment nur schlecht erhalten, korrodiert und gering. Die Kalke hingegen führen meist eine reiche bis sehr reiche Foraminiferenfauna.
Unter den Ammoniten sind zu erwähnen die Taxa Adnethiceras adnethicus, Aegoceras, Agassiceras, Alsadites proaries, Alsadites seebachi, Amaltheus margaritatus, Amphiceras, Arietites bucklandi, Arnioceras ceratitoides, Arnioceras paucicostum, Asteroceras stellare, Caenisites, Calliphylloceras capitanoi, Catacoeloceras, Charmassiceras chamassei, Coeloceras pettos, Coroniceras lyra, Dactylioceras commune, Deroceras, Dumortieria meneghini, Echinoceras raricostatum, Ectocentrites, Fuciniceras boscense, Gemmelaroceras, Geyeroceras, Gleviceras, Grammoceras striatulum, Harpoceras discoides, Haugia variabilis, Hildoceras bifrons, Liparoceras, Lytoceras, Microderoceras, Oxynoticeratidae, Paramicroderoceras, Paroniceras, Phlyseogrammoceras dispansum, Phylloceras zetes, Phymatoceras, Polymorphites, Protogrammoceras volubile, Psiloceras frigga, Rhacophyllites, Schlotheimia angulata, Tropidoceras masseanum, Uptonia und Zetoceras complanatum sowie als Belemnit Belemnites und der Nautilidae Nautilus.
Bei den Brachiopoden erscheinen die Taxa Jakubirhynchia latifrons, Rhynchonella fraasi, Rhynchonella greppini, Spiriferina alpina, Terebratula punctata und Waldheimia mutabilis. Erwähnenswert sind ferner der Kahnfüßer Dentalium, die Foraminifere Involutina liassica und die zu den Haptophyta gehörende einzellige Alge Schizosphaerella.

## Alter
Das Alter der Adnet-Formation reicht vom Sinemurium bis ins Aalenium. Als Ammonitenzonen sind demnach die Semicostatum-Zone (Arnioceras semicostatum) mit dem Horizont von Arnioceras paucicostum bis hin zur Opalinum-Zone (Leioceras opalinum) oder Murchisonae-Zone (Ludwigia murchisonae) verwirklicht. Das Lienbach-Member reicht vom Unteren bis zum Oberen Sinemurium, das Motzen-Member umfasst ebenfalls das Sinemurium und das Schmiedwirt-Member reicht womöglich noch ins Untere Pliensbachium (Carixium) hinauf. Das Kehlbach-Member stammt aus dem Unteren Pliensbachium, das Scheck-Member umfasst Unteres Pliensbachium bis Unteres Toarcium und das Saubach-Member reicht vom Toarcium bis ins Aalenium.